# Starbound
 (janvier 2014).
Si vous disposez d'ouvrages ou d'articles de référence ou si vous connaissez des sites web de qualité traitant du thème abordé ici, merci de compléter l'article en donnant les références utiles à sa vérifiabilité et en les liant à la section « Notes et références ».
Starbound est un jeu vidéo de type bac à sable créé par le studio de jeux indépendants Chucklefish au Royaume-Uni. Il se déroule dans un univers en deux dimensions, que le joueur explore afin d'obtenir de nouvelles armes, armures et objets divers. Starbound est entré en bêta-test le 4 décembre 2013 pour Microsoft Windows, OS X et Linux.
Trois branches de bêta-test sont disponibles : la Nightly, où les nouveautés sont disponibles quotidiennement, mais ne sont pas encore déboguées, l'Unstable, dans laquelle sont ajoutés les derniers éléments après que les bugs les plus importants ont été corrigés, et pour finir, la Stable, mise à jour une fois la version Unstable complètement déboguée.
Annoncé initialement par Tiyuri (un ancien membre de l’équipe de Terraria) en février 2012, le jeu n’a cessé de grandir pour devenir un immense jeu bac à sable dans lequel énormément de choses sont possibles.
Contrairement à d’autres jeux, Starbound ne possède pas une carte unique, mais des milliers de planètes différentes générées de façon procédurale. Le joueur peut explorer les planètes, s'aventurer dans des donjons, rencontrer des PNJ amicaux ou hostiles, combattre ou domestiquer des animaux extraterrestres, construire toutes sortes de bâtiments à l'aide des innombrables blocs et objets décoratifs que l'on peut fabriquer ou trouver ici et là, et bien plus encore.

## Résumé
Dans un futur lointain, l'Humanité a fait d'immenses progrès scientifiques et techniques et s'est mise à explorer l'Univers, rencontrant plusieurs espèces extraterrestres intelligentes. Elle a ainsi formé avec certaines d'entre elles le Protectorat Terrestre (Terrene Protectorate), qui assure la paix et la justice dans l'Univers. Ses membres sont nommés les Protecteurs et possèdent un Manipulateur de Matière, un outil doté de nombreuses fonctions pour les aider dans leurs missions.
Le joueur incarne un élève du Protectorat dont il peut choisir l'espèce. Le jour où le jeu commence, le joueur doit se rendre à sa cérémonie de remise des diplômes afin de devenir un Protecteur. Malheureusement, la cérémonie est interrompue quand une créature inconnue ressemblant à une monstrueuse pieuvre attaque la Terre, et le joueur s'enfuit de justesse avec son manipulateur en prenant un vaisseau. Bien que le joueur parvienne à quitter la Terre, beaucoup n'ont pas cette chance et la planète est anéantie.
Le vaisseau est endommagé pendant la fuite et devient incontrôlable, il tombe finalement à court de carburant et se met en orbite autour d'une planète inconnue dans un autre système planétaire. Les instruments de navigation et la propulsion étant hors d'usage, le joueur n'a pas d'autre choix que de se téléporter sur la planète pour tenter de trouver un moyen de réparer son vaisseau ou à défaut de survivre. En explorant la planète, le joueur trouve un portail très ancien et reçoit un message lui demandant de se rendre à un site archéologique nommé l'Arche. Le joueur parvient à réactiver le portail et à l'utiliser pour se rendre au lieu demandé.
Une fois sur place, le joueur rencontre l'expéditrice du message, Esther Bright, une archéologue et ancienne Grande Protectrice, la plus haute fonction du Protectorat. Esther explique au joueur que la destruction de la Terre est une manifestation du pouvoir de la Ruine, une entité maléfique emprisonnée depuis des millénaires derrière l'Arche par le Cultivateur, un être bienfaisant qui aurait aidé plusieurs civilisations à travers l'Univers à se former et qui a inspiré des divinités de nombreuses religions. Le Cultivateur dut se sacrifier pour parvenir à vaincre la Ruine, mais avant cela, il confia les six objets permettant d'ouvrir l'Arche à six civilisations, et leur a demandé de l'ouvrir le jour où ils seront suffisamment avancés pour détruire complètement la Ruine. Or, comme le montre ce qui est arrivé à la Terre, l'Arche commence à s'affaiblir et la Ruine se manifeste à nouveau, le joueur va donc devoir retrouver les six « clés » de l'Arche et détruire la Ruine avant qu'elle ne puisse s'échapper.
Bien que l'histoire principale du jeu se termine après avoir vaincu la Ruine, il est possible de continuer à jouer normalement. Le jeu n'a donc pas de fin à proprement parler.

## Univers

### Les espèces[1]
Starbound possède sept espèces jouables :
- les Humains, qui ont maîtrisé la téléportation, le clonage, les voyages à la vitesse de la lumière, qui sont entrés en contact avec des races extraterrestres et ont formé le Protectorat. La Terre a été détruite au début du jeu, et les survivants sont éparpillés à travers la galaxie ;
- les Apex, des singes anthropomorphes très intelligents (référence probable à La Planète des singes). Les Apex vivent dans un régime dictatorial, dirigé par le Miniknog (contraction de Ministry of Knowledge, littéralement Ministère de la Connaissance), qui est dirigé par le mystérieux Big Ape, qui n'est jamais apparu en personne mais sert d'outil de propagande au régime. Big Ape était apparemment un véritable Apex jusqu'à ce qu'il télécharge son esprit dans un ordinateur, afin de pouvoir surveiller absolument tout. Le Miniknog fait référence au Miniver, et Big Ape à Big Brother. Les Apex ressemblaient beaucoup aux Humains jusqu'à ce qu'ils découvrent un procédé qui les a rendus plus intelligents, mais qui les a fait régresser physiquement ;
- les Avians, des oiseaux humanoïdes ayant perdu avec l'évolution la capacité de voler. Leur civilisation est inspirée de l'Amérique précolombienne et de l'Égypte antique, et est dirigée par les Astronomes (Stargazers), prêtres du dieu Kluex, qui se livrent à des sacrifices car ils croient que les Avians pourront voler à nouveau si Kluex est satisfait. Leur technologie est basée sur l'avolite, un minerai aux propriétés énergétiques puissantes. Il est possible que les Avians soient inspirés des Chozos des jeux Metroid ;
- les Florans, des plantes humanoïdes primitives qui ont obtenu leur technologie en la volant aux peuples qu'ils ont vaincus. Ils adorent chasser et torturer leurs victimes, et se livrent même au cannibalisme, ils n'ont cependant pas un mauvais fond. Le feu les terrifie. Le chef d'une tribu est appelé un Greenfinger, ce qui peut se traduire par l'expression « main verte », ce qui fait référence à leur pouvoir d'interagir avec les plantes. Les Florans parlent en zézayant, et avec une grammaire approximative. Ils apparaissent également dans Wargroove, un autre jeu de Chucklefish ;
- les Glitchs, des robots humanoïdes programmés par une civilisation disparue pour se comporter comme des êtres vivants, et qui ne savent pas qu'ils sont des machines. Un glitch dans leur programmation (d'où leur nom) les empêche d'évoluer, et ils restent bloqués au Moyen Âge. Cependant, il arrive qu'un Glitch devienne conscient et comprenne qu'il est un robot, il est alors considéré comme fou ou hérétique. Les Glitch n'ont pas vraiment d'expression faciale, ils précèdent donc toujours leur phrase d'un mot décrivant leur pensée ;
- les Hylotl, des amphibiens humanoïdes dotés de trois yeux. Leur civilisation est très inspirée du Japon, aussi bien féodal que moderne. Les Hylotl sont pacifistes, sauf envers les Florans qui ont manqué de les exterminer. Ils sont de grands amateurs d'art. Ils vivaient autrefois à la surface avant que les Florans ne leur volent leurs territoires, les obligeant à s'installer sous les océans. Les Hylotl sont en règle générale végétariens ;
- les Novakids, à l'origine une suggestion d'un joueur qui a été implémentée dans le jeu, sont des êtres rares constitués de gaz, qui ressemblent à des cow-boys, et qui naissent lorsqu'une étoile meurt. Ils n'ont pas vraiment de civilisation car ils n'ont pas de mémoire sur le long terme, et leur histoire est largement inconnue à cause de ça. Ils ont une affinité naturelle pour les armes à feu et brillent dans le noir. La fin du jeu sous-entend très fortement que les Novakids sont des descendants du Cultivateur, fragmenté à la suite de son combat contre la Ruine.

Le jeu comprend d'autres races que le joueur peut rencontrer, mais qui ne sont pas jouables :
- les Manchots, qui semblent avoir évolué considérablement, au point de savoir parler et de savoir utiliser des armes et des véhicules. Ils sont très attirés par l'argent, et tiennent souvent des magasins douteux ou deviennent pirates ou mercenaires, le joueur peut d'ailleurs les engager en tant que soldats[2] ;
- les Agarans sont des champignons humanoïdes qui semblent être des cousins éloignés des Florans, quoique bien moins avancés. Ils vivent dans certaines forêts et ne parlent pas la langue du joueur, s'exprimant dans un sabir[3] ;
- les Froggs sont des grenouilles humanoïdes qui vivent dans les marais. Ils ne parlent pas mais coassent. La plupart d'entre eux sont des marchands[4] ;
- les Alpagas, que l'on peut croiser dans les montagnes. Leur culture se rapproche de celle des vikings, cependant ils possèdent un accent écossais[5] ;
- les Ombres vivent sur les planètes sans lumière. Elles ressemblent à des ombres vivantes, entièrement noires et entourées de brume noires, seuls leurs yeux sont verts brillants. Elles ne parlent pas ;
- les Fenerox sont des fennecs humanoïdes vivant dans la savane. Ils parlent la langue du joueur, mais en phrases de seulement deux mots[6] ;
- les Anciens sont une race disparue très avancée qui a laissé de nombreuses ruines à travers la galaxie. Les Anciens ont un langage qui est en réalité un chiffrement par substitution de l'anglais et qui permet d'en savoir plus sur eux en décryptant les inscriptions de leurs ruines[7].
- les Deadbeats sont des êtres bleus souvent agressifs vivant dans les ruines des planètes brûlées, ils sont apparemment les survivants d'une civilisation détruite. Ils semblent survivre de ce qu'ils peuvent cannibaliser des ruines et éventuellement trouver sur les voyageurs qu'ils abattent.

### Personnages principaux
- Le joueur, appartenant à l'une des 7 espèces jouables, est un membre du Protectorat Terrestre qui a survécu au cataclysme qui a détruit la Terre.
- Esther Bright est une archéologue et ancienne Grande Protectrice, le plus haut rang au sein du Protectorat, elle a démissionné quelques années avant le début du jeu pour se consacrer à ses recherches sur l'Arche. Elle confie au joueur les missions les plus importantes. Elle est également passionnée d'entomologie.
- Nuru est une jeune Floran de 17 ans que le joueur rencontre lors d'une cérémonie de chasse. Elle est plus éduquée que la plupart des Florans et remporte les parties de chasse par la ruse plutôt que par la force. Contrairement aux autres Florans, elle respecte les autres espèces et rêve d'explorer l'Univers.
- Koichi est un jeune Hylotl passionné d'histoire que le joueur rencontre dans une bibliothèque ancienne. Il rêve d'ouvrir un musée et semble attiré par Nuru.
- Tonauac est un Avian de taille imposante que le joueur rencontre dans un temple dont il est le gardien. Il est entièrement dévoué à Kluex et transporte toujours avec lui son livre sacré, l'Avoscript.
- Lana Blake est une Apex révolutionnaire qui veut renverser le régime de Big Ape. Le joueur la rencontre dans une base du Miniknog dans laquelle elle tente de s'introduire.
- Le Baron est un aventurier Glitch excentrique qui a pris sa retraite et possède un fort où il conserve ses trésors. Le joueur le rencontre dans ce fort peu de temps avant qu'Occasus ne tente de le prendre d'assaut. Si on en croit sa signature sur la carte de remerciements que le joueur reçoit à la fin du jeu, son nom serait 4c 69 67 68 74, ce qui est l'équivalent en hexadécimal du nom Light.
- Asra Nox, une ancienne élève d'Esther dont le but est de libérer la Ruine pour tenter de s'en servir pour détruire les autres espèces. Elle dirige Occasus, une secte de suprémacistes humains qui croit en la supériorité des humains sur les autres espèces et sont les ennemis jurés du Protectorat.

### L'Avant-Poste et l'Arche
L'Avant-Poste (Outpost) est une colonie bâtie sur un astéroïde, accessible par téléporteur ou avec des portails que l'on trouve sur certaines planètes (la planète de départ du joueur en a toujours un). L'Avant-Poste est peuplé de membres pacifiques de toutes les espèces, qui peuvent confier des missions au joueur ou faire des transactions avec lui. Certaines marchandises ne sont vendues que par des magasins spécialisés de l'Avant-Poste.
L'Arche (Ark) est un site archéologique se trouvant sur le même astéroïde que l'Avant-Poste. Ils a été construit par les Anciens,. Le joueur y rencontre Esther et devra l'aider à résoudre le mystère de ce lieu.

## Système de jeu

### La santé, l'énergie et la faim
Le joueur possède trois jauges, qui représentent sa santé (en rouge), son énergie (en vert) et sa faim (en orange).
Le joueur perd des points de santé en se blessant, et meurt quand la jauge se vide complètement. Il est possible de regagner de la santé en étant rassasié, en utilisant des objets de soin comme des baumes ou des bandages, ou en dormant dans un lit. La santé maximale d'un joueur augmente selon son équipement.
L'énergie est consommée par certaines armes et par les technologies. Elle se recharge tout seule si le joueur n'en consomme pas pendant quelques instants. Si elle se vide complètement, les objets en consommant deviennent inutilisables tant qu'elle ne s'est pas remplie à nouveau. L'énergie maximale d'un joueur augmente selon son équipement.
La faim est une jauge optionnelle, il est possible de choisir un niveau de difficulté qui ne l'utilise pas. Elle se vide toute seule lentement, et si elle se vide complètement, le joueur s'affaiblit et peut même mourir de faim. Il est donc important de manger à intervalles réguliers et de bien gérer son inventaire pour ne pas tomber à court de nourriture. Il faut aussi faire attention à ne pas attendre trop longtemps pour manger des aliments, car ils sont périssables. Quand le joueur mange suffisamment pour remplir la jauge entière, il est rassasié et regagne alors de la santé. Certains aliments sont plus nourrissants que d'autres ou peuvent avoir des effets secondaires positifs ou négatifs.
D'anciennes versions du jeu possédaient également une jauge de température, qui se vidait quand le joueur se trouvait dans un environnement froid. Si elle se vidait trop, le joueur perdait des points de santé et pouvait finir par mourir s'il ne trouvait pas une source de chaleur. Certains équipements pouvaient protéger le joueur plus longtemps du froid que d'autres.

### L'inventaire, l'équipement et les technologies
Le joueur possède un inventaire limité dans lequel sont stockés les objets qu'il trouve. Il est aussi possible de stocker des objets dans le casier du vaisseau et dans la plupart des conteneurs. Le joueur peut jeter un objet qui ne lui sert pas. Selon le niveau de difficulté, le joueur peut perdre son inventaire en cas de mort, et peut le récupérer en retournant là où il l'a perdu.
L'inventaire possède 5 onglets, les objets, les blocs, les meubles, les aliments et les matières premières. Quand le joueur ramasse quelque chose, cela va dans l'onglet approprié.
Le joueur possède 8 cases dans lesquelles il peut mettre des pièces d'équipement. Il y a deux types d'équipement, les armures et les vêtements. 4 cases (casque, torse, jambières et pack de protection) servent à l'équipement défensif et 4 (chapeau, veste, pantalon et cape) au décoratif. Visuellement, le décoratif recouvre le défensif, on peut donc cacher une armure en portant des vêtements par-dessus. On peut aussi porter une armure par-dessus une autre, mais seule celle équipée dans les cases défensives sera prise en compte. Les armures augmentent la défense, la santé et l'énergie du joueur.
Les packs de protection n'augmentent aucune statistique du joueur mais l'immunisent quand il les porte à certains dangers qui seraient autrement mortels (radiations, froid extrême...). Certaines planètes ne sont explorables qu'avec un pack. Les packs peuvent aussi recevoir une augmentation qui améliore les capacités du joueur (régénération, résistance à un élément, déplacements plus rapides...).
En plus de l'équipement, le joueur peut utiliser des technologies qui lui donnent de nouvelles capacités (double saut, sprint, etc.). Le joueur peut utiliser trois technologies simultanément. Certaines technologies coûtent de l'énergie pour être utilisées, d'autres ont un temps de rechargement. Le joueur peut débloquer des technologies à l'Avant-Poste en réussissant certaines missions et peut les améliorer avec des puces.

### Les pixels
Les pixels sont la monnaie du jeu, les marchands n'acceptent que ce moyen de paiement. Le joueur les transporte dans une case séparée de son inventaire, et il peut en perdre un pourcentage en cas de mort selon le niveau de difficulté choisi. Les pixels ne peuvent pas être stockés dans des coffres, mais il est possible de fabriquer un compresseur pour transformer une grande quantité de pixels en voxels, qui peuvent être stockés.
Les pixels sont aussi des matériaux: ils peuvent être utilisés pour imprimer de nombreux objets avec une imprimante 3D.

### Le Manipulateur de Matière
Le Manipulateur de Matière (Matter Manipulator) est un outil multifonctions que le joueur obtient en début de partie. Le manipulateur n'est pas une arme, il est complètement inopérant sur les ennemis. Il ne peut pas être jeté et occupe une case à part dans l'inventaire. Il peut être utilisé pour transporter et placer des matériaux ou des objets, pomper des liquides (eau, carburant...), peindre des blocs, installer des câbles entre certains objets électroniques (portes, lampes...) et des interrupteurs pour les activer, examiner des objets et les scanner pour pouvoir les reproduire avec une imprimante 3D.
Le manipulateur est donc indispensable pour construire et accumuler des ressources. Il est améliorable à l'aide de modules pour pouvoir travailler plus efficacement avec ou lui donner de nouvelles capacités. Il ne peut cependant pas être utilisé partout.

### La fabrication d'objets
Après avoir récupéré des matières premières à l'aide du manipulateur, le joueur va devoir s'en servir pour fabriquer des objets. C'est à ça que sert le système de fabrication: le joueur peut fabriquer à la main ou à l'aide d'un atelier des objets divers à condition d'avoir une quantité suffisante de matériaux.
Le joueur n'a pas accès à tous les objets dès le début: il doit en débloquer certains en trouvant les matières premières nécessaires, ou des plans. De plus, certains types d'objets (armes, objets électroniques...) ne peuvent être fabriqués qu'avec l'atelier correspondant (enclume, station de câblage...). Certains ateliers peuvent être améliorés (par exemple, un rouet peut devenir une machine à coudre) pour pouvoir fabriquer plus d'objets avec.

### Le vaisseau
Le vaisseau du joueur lui sert à se déplacer de planète en planète et peut être utilisé comme une base mobile. Le joueur réapparait automatiquement dans son vaisseau s'il est tué.
Le vaisseau a une apparence différente selon l'espèce choisie par le joueur, et peut être agrandi en obtenant une licence en ayant un équipage assez important ou en en achetant une.
Le vaisseau possède un ordinateur de bord nommé SAIL (Ship-based Artificial Intelligence Lattice), qui donne au joueur des conseils pour progresser. Le vaisseau possède aussi un téléporteur permettant au joueur de se téléporter sur la planète la plus proche ou à un repère, un casier dans lequel le joueur peut ranger les objets qu'il ramasse et des instruments de navigation pour voyager, comme une carte des systèmes solaires.
Enfin, le vaisseau a besoin d'erchius, un carburant, pour effectuer les voyages entre systèmes solaires, le joueur doit donc en faire des provisions s'il voyage régulièrement. L'erchius peut être acheté à l'Avant-Poste ou être trouvé sous la surface des lunes.

### Les étoiles et les planètes
Le vaisseau du joueur peut se rendre sur n'importe quelle planète de n'importe quel système stellaire visible sur la carte du moment qu'il est en état de naviguer et qu'il a suffisamment de carburant. Les voyages entre planètes au sein d'un même système ne consomment pas de carburant, seulement les voyages d'un système à un autre.
Les planètes possèdent généralement un biome principal qui est affiché sur leur description sur la carte (plaine, savane, jungle, glace, volcan, lunaire, désert, océan, toxique, etc.) et parfois des sous-biomes, un volcan dans une jungle, par exemple, pour les varier. Le biome demande parfois un pack de protection pour survivre dessus (respirateur, protection contre les radiations, les températures extrêmes, etc.). Les biomes dépendent du type d'étoile. Par exemple, une étoile froide aura plutôt des planètes froides (toundra, arctique, etc). Les types d'étoiles sont, par ordre de dangerosité, les hospitalières (Gentle), les tempérées, les radoactives, les gelées et les ardentes.
Les planètes se génèrent avec divers minerais qui sont visibles sur les descriptions de la carte. Ils dépendent du type d'étoile. Les planètes ont souvent des lunes, sur lesquelles on trouve de l'erchius liquide ou en cristaux, mais qui peuvent être dangereuses à explorer car elles sont hantées par des spectres qui attaquent le joueur s'il transporte trop d'erchius. À noter qu'il y a toujours au moins une lune par système solaire. Il existe aussi des champs d'astéroïdes qui contiennent certains minerais en grande quantité comme le cuivre, l'or et l'argent, ou des planètes gazeuses non explorables.

### Les armes
Le joueur peut fabriquer ou trouver des armes qui lui seront nécessaires pour se défendre contre les créatures hostiles, ou pour chasser afin de trouver à manger. Il existe cinq catégories d'armes :
- les armes de contact à une main (couteaux, gants…), elles sont à faible portée mais rapides et le joueur peut en utiliser deux en même temps ;
- les armes de contact à deux mains (épées, lances…), qui sont plus lentes mais avec une meilleure portée, et possèdent parfois une capacité secondaire qui consomme de l'énergie (techniques d'épée, projectiles…) ;
- les armes à feu (pistolets, fusils…), qui ont une longue portée, peuvent être à une ou deux mains, rapides mais faibles ou lentes mais puissantes. Elles consomment de l'énergie et ont parfois une capacité secondaire (missiles, balles explosives…) ;
- les armes jetables (grenades, boomerangs…), qui peuvent être à une ou deux mains et sont soit à usage unique soit réutilisables ;
- les armes énergétiques, qui peuvent être à une main pour les baguettes ou deux pour les sceptres, consomment énormément d'énergie et doivent être chargées mais font des dégâts colossaux et ont des effets très divers (boules de feu, tempête de glace, orbes d'électricité, pluie acide…) que l'on peut manipuler très précisément avec la souris. Certaines ont des capacités secondaires qui apportent des effets bénéfiques (régénération, accélération…).

Certaines armes possèdent un élément, et peuvent infliger des effets négatifs aux ennemis : le feu et le poison infligent des dégâts progressifs, la glace ralentit les ennemis, et l'électricité peut infliger des dégâts à plusieurs ennemis en même temps s'ils sont groupés.
Il existe aussi des boucliers : ceux-ci sont à une main (donc utilisable avec une arme dans l'autre main) et peuvent bloquer les attaques des ennemis s'ils sont utilisés au bon moment, mais si le joueur n'est pas assez rapide, le bouclier prendra des dégâts. S'il en prend trop, le joueur ne pourra plus l'utiliser pendant quelques instants. Certaines épées à deux mains peuvent aussi être utilisées pour parer, comme capacité secondaire.

### Les créatures
Les différentes planètes visitées par le joueur peuvent abriter des formes de vie. Certaines sont hostiles, d'autres passives. Il existe deux types de créatures : Les créatures procédurales générées aléatoirement par le jeu, et les créatures uniques, qui ont toujours la même apparence, le même comportement et les mêmes capacités, et qui vivent dans des biomes précis.
Il existe aussi des boss, qui doivent généralement être vaincus pour progresser dans l'histoire. On peut également apercevoir de petites bêtes inoffensives qui varient selon les biomes et peuvent être capturées.

### Les animaux domestiques
Le joueur commence la partie avec un animal de compagnie dans son vaisseau, qui varie selon la race du personnage. L'animal de compagnie ne peut pas quitter le vaisseau. Le joueur peut s'occuper de son animal en le nourrissant, ou en jouant avec lui.
Il est possible de fabriquer des capsules pour capturer des créatures quand elles sont affaiblies. Elles se battent alors pour le joueur et il est possible de leur mettre un collier qui améliore leurs capacités (régénération, dégâts augmentés…). Le joueur ne peut avoir qu'une créature avec lui à la fois, mais il peut déposer une autre créature à un endroit pour qu'elle le garde. Certaines créatures ne peuvent pas être capturées.

### Les colonies
Il est possible d'acheter à l'Avant-Poste des Contrats Coloniaux (Colony Deeds). Un contrat peut être placé dans une maison créée ou trouvée par le joueur, et si elle est considérée comme habitable par le jeu, un locataire viendra y résider. Il est possible d'installer plusieurs colonies sur la même planète.
S'ils sont satisfaits, les locataires paieront un loyer au joueur en pixels ou en objets. Les locataires peuvent être d'espèces et professions très diverses, et le joueur ne peut en faire venir certains qu'en construisant la maison selon certains critères. Par exemple, pour avoir un locataire combattant, le joueur devra installer des armes dans la maison, et pour avoir un Apex, il devra installer des meubles de style Apex, et il est tout à fait possible d'installer des deux pour être sûr d'avoir un combattant Apex.
Les locataires peuvent confier des quêtes au joueur, qui donnent des récompenses aléatoires. Si le joueur aide beaucoup un locataire, celui-ci peut demander à rejoindre l'équipage du joueur.

### Les véhicules
Un des magasins de l'Avant-Poste vend des véhicules pouvant être transportés dans des capsules prenant très peu de place, et que l'on peut déployer où l'on veut. Il y a actuellement 2 types de véhicules disponibles : 
- le bateau, qui permet de traverser les étendues d'eau rapidement (mais est endommagé par les liquides dangereux comme l'acide ou la lave) ;
- les hoverbikes, des véhicules flottant au-dessus du sol capables de se déplacer très rapidement sur les terrains plats, facilitant l'exploration. Ils sont cependant peu pratiques sur les terrains accidentés. Les hoverbikes possèdent des phares, un klaxon et un siège arrière pour un second joueur.

Les véhicules peuvent être endommagés par les collisions, les environnements dangereux ou les ennemis. Si un véhicule est en trop mauvais état, il devient inutilisable, et le joueur doit le ramener à l'Avant-Poste pour le faire réparer à l'aide de puces pouvant être achetées ou trouvées.

### L'équipage
Le joueur peut former un équipage qui l'accompagnera dans son exploration. Pour recruter des membres d'équipage, un joueur doit généralement réussir une ou plusieurs quêtes confiée par un personnage pour qu'il demande à rejoindre l'équipage, bien qu'il existe d'autres méthodes, comme engager un mercenaire.
Le nombre de membres d'équipage que le joueur peut avoir dépend de la taille du vaisseau, et le vaisseau peut être agrandi en obtenant suffisamment de membres d'équipage, autrement dit plus un joueur recrute de membres, plus il aura d'espace pour en recruter d'autres. Lorsqu'ils n'ont pas de consignes, les membres restent sur le vaisseau, sinon le joueur peut en prendre plusieurs avec lui pour explorer une planète. Les membres ont différentes utilités, comme combattre aux côtés du joueur, le soigner ou rendre le vaisseau plus efficace.

## Sortie
Starbound sort en accès anticipé le 4 décembre 2013, après avoir reçu plus de 2 millions de dollars grâce aux précommandes. Le jeu dépasse sur Steam le million de ventes en 2014, puis les 2 millions de ventes en 2017, et atteint le top 3 des jeux les plus joués sur la plateforme,. Starbound sort de son accès anticipé le 22 juillet 2016.
Le jeu est à l'origine annoncé sur Playstation 4, mais la version ne verra finalement jamais le jour. Il sort sur Xbox One et Xbox Series le 24 octobre 2024.

## Accueil
Starbound est comparé à Terraria, les tests le qualifiant de "Terraria dans l'espace",.
Le gameplay en combat est considéré comme le "point le plus faible de l'expérience". Cependant, l'univers du jeu est mis particulièrement en avant.